# Egle (figlia di Asclepio)
Nella mitologia greca, Egle era una delle figlie del dio della medicina Asclepio e di sua moglie Epione, e quindi sorella di Igea, Panacea, Iaso e Acheso.
Il suo nome significa "la splendente", e come le sue sorelle era una divinità della salute e della guarigione. In particolare, Egle era la personificazione del corpo umano quando si trova in buona salute, oltreché dell'onorario da pagare ai medici.